# آلما تل
آلما تل (انگلیسی: Alma Tell؛ ‏ ۲۷ مارس ۱۸۹۸ – ۲۹ دسامبر ۱۹۳۷) بازیگر اهل ایالات متحده آمریکا بود.
از فیلم‌ها یا برنامه‌های تلویزیونی که وی در آن نقش داشته‌است، می‌توان به تقلید زندگی و قاچاقچیان اشاره کرد.